# 高橋改
高橋 改（たかはし あらた、1999年8月30日 - ）は、日本の俳優。東京都豊島区出身、東京都北区在住。

## 経歴
小劇場ファンの母親の影響で、幼少期より演劇作品のビデオを観て育つ。1歳から2歳の間を静岡県御殿場市で過ごしていた。豊島区に戻り、豊島区立駒込小学校に通い、進学した豊島区立駒込中学校で演劇部に所属。「劇団X探偵社」を主宰していた渡辺茂の指導を受ける。
2017年に、東京都立高島高等学校を卒業。杏林大学外国語学部中国語学科に入学。2018年よりLighthouseのアクティングコーチ森山シオン（当時は森山心温）に師事。各国のメソッド演技法等を学ぶ。2018年より2年間、山川大智（東宝芸能）よりミュージカルボイストレーニングを受けるため、杏林大学を中途退学。
2023年オーディションを経て中国ドラマ「ハルビン1944」（監督：チャン・リー）に日本人主要キャストの谷口健二役で出演。中国の人気実力派俳優のチン・ハオと共演。なお、撮影は中国浙江省横店、湖州市、瀋陽市などで行われ、その間中国に滞在し生活しながら撮影に臨んだ。9月より北京電影学院に語学留学し、中国語を学んだ。
2024年7月に上演された中瀬古健ひとり芝居「駈込み訴え」（作：太宰治・演出：望月六郎）では、舞台監督の他に照明・音響操作、衣装、小道具制作等も担当した。
2024年12月14日に初主演映画『きみといた世界』が公開。
第98回キネマ旬報個人賞で、映画文筆増當竜也氏により新人男優賞に推薦された（受賞は越山敬達）。

## 出演作品

### 映画
- 2021年『生前Soul!!』(監督:島根さだよし) - 高校の同級生 役
- 2023年『娼館』(監督:徳原信元) - 店の者 役
- 2023年『ロストアイテム』(監督:笠井知子) - 藤井陽 役
- 2023年『Dendrobium』(監督:白谷友菜) - 将太 役
- 2023年『パラフィリア・サークル』(監督:旭正嗣) - 西岡亮 役
- 2024年『LOOK OUT』(監督:塩田航佑) - 早乙女翔 役(主演)
- 2024年『きみといた世界』(監督:政成和慶) - 水野卓 役(主演)
- 2025年『The Method』（監督：藤川晃士郎）- 主演[5]

### ドラマ
- 2018年 Instagramショートドラマ『薔薇に眠る罪-Sprout-』(監督:小口哲郎) - 小川一暉 役
- 2022年 テレビ朝日『絶対BLになる世界VS絶対BLになりたくない男』(監督:三木康一郎)
- 2022年 チャンネルNECO 『妙高のたからもの』(監督:杉山泰一) - 友人 役
- 2022年 フジテレビ『ナンバMG5』(監督:本広克行) - 長島竜彦 役
- 2024年 中国ドラマ『哈爾浜一九四四』(監督:張黎) - 谷口健二 役
- 2025年 ショートドラマ『チーズトースト・ハニーチーズトースト | With or Without』(監督：佐藤優)-瀧健太朗役[6][7]

### CM
- 2021年 コード:ドラゴンブラッドWeb CM『ドラブラ学園物語 第2話 一目惚れにご注意を』 - 図書館男子 役
- 2025年 アップリンク吉祥寺・京都上映前マナーCM - 泥棒 役[8]

### 舞台
- 2018年『ナイゲン(2018年版)』(演出:池田智哉) feblabo×シアター・ミラクルプロデュース@新宿シアター・ミラクル - おばか屋敷 役
- 2021年『六畳一間で愛してる』(演出:松丸雅人) 空感演人プロデュース公演@両国Air studio　- 矢崎豊 役
- 2021年『夕凪の街 桜の国』(演出:森岡利行) “STRAYDOG”Produce@CBGKシブゲキ!!  - 幼い克治 役
- 2021年『ドライブ』（演出:鈴木美波）三栄町LIVE×ACT公演vol.4@三栄町LIVE - 杉 役

### ラジオ
- デッキーの映画CaaaaN!!!!（775ライブリーFM）2024年11月27日
- Sweet Time Paradise『青い鳥を探して』（狛江エフエム『コマラジ』）2024年11月27日 (生放送)
- 南川ある  あるのあるがまま（エフエムさがみ）2024年12月6日放送
- 岡村洋一のシネマストリート（かわさきFM）2024年12月2日（生放送)
- 渋谷のシネマ（渋谷のラジオ）2024年12月19日（生放送)
- 東京おしゃべり倶楽部RADIO(渋谷クロスFM)2025年2月16日(生放送)